# Norrbottens Media
Norrbottens Media AB är ett svenskt mediebolag som äger tidningarna Norrländska Socialdemokraten och Norrbottens-Kuriren samt gratistidningarna Extra Boden och Extra Luleå. Norrbottens Media AB är ett dotterbolag inom NTM-koncernen. Verkställande direktör är Erik Ranängen.

## Historik
Norrbottens Media AB bildades 2007 och ägdes då av Norrköpings Tidningar (51 procent), Piteå-Tidningen (25,3 procent) och Valrossen AB, Norrbottens socialdemokratiska partidistrikts ägarbolag, (23,7 procent). Norrköpings Tidningar bildade 2008 NTM-koncernen. 2015 sålde Valrossen AB sin ägarandel till NTM, som då nådde en ägarandel på 74,7 procent.